# Grabbeigabe

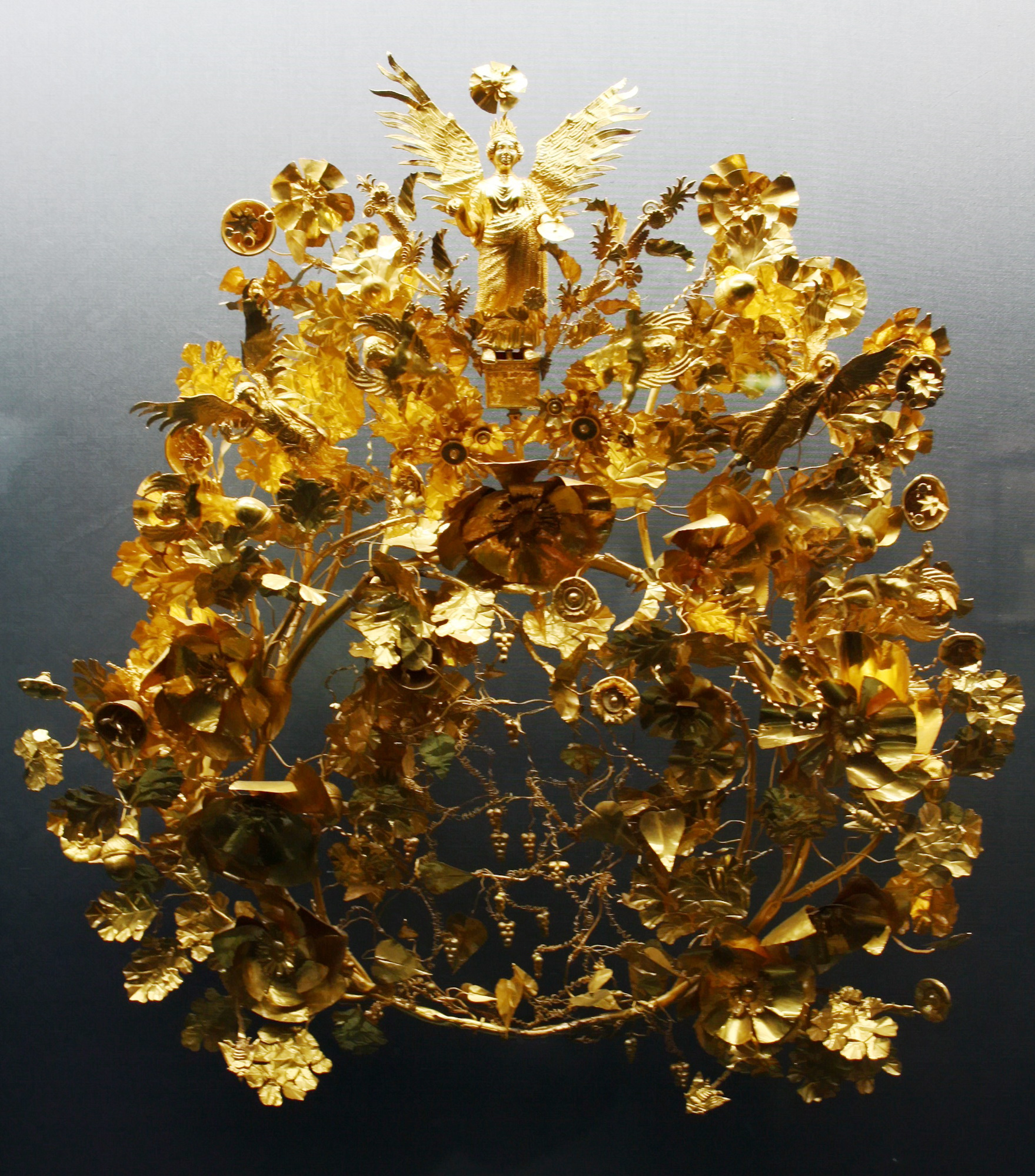
Grabbeigabe – goldener Totenkranz aus Armento, 370–360 v. Chr., Sammlung James Loeb

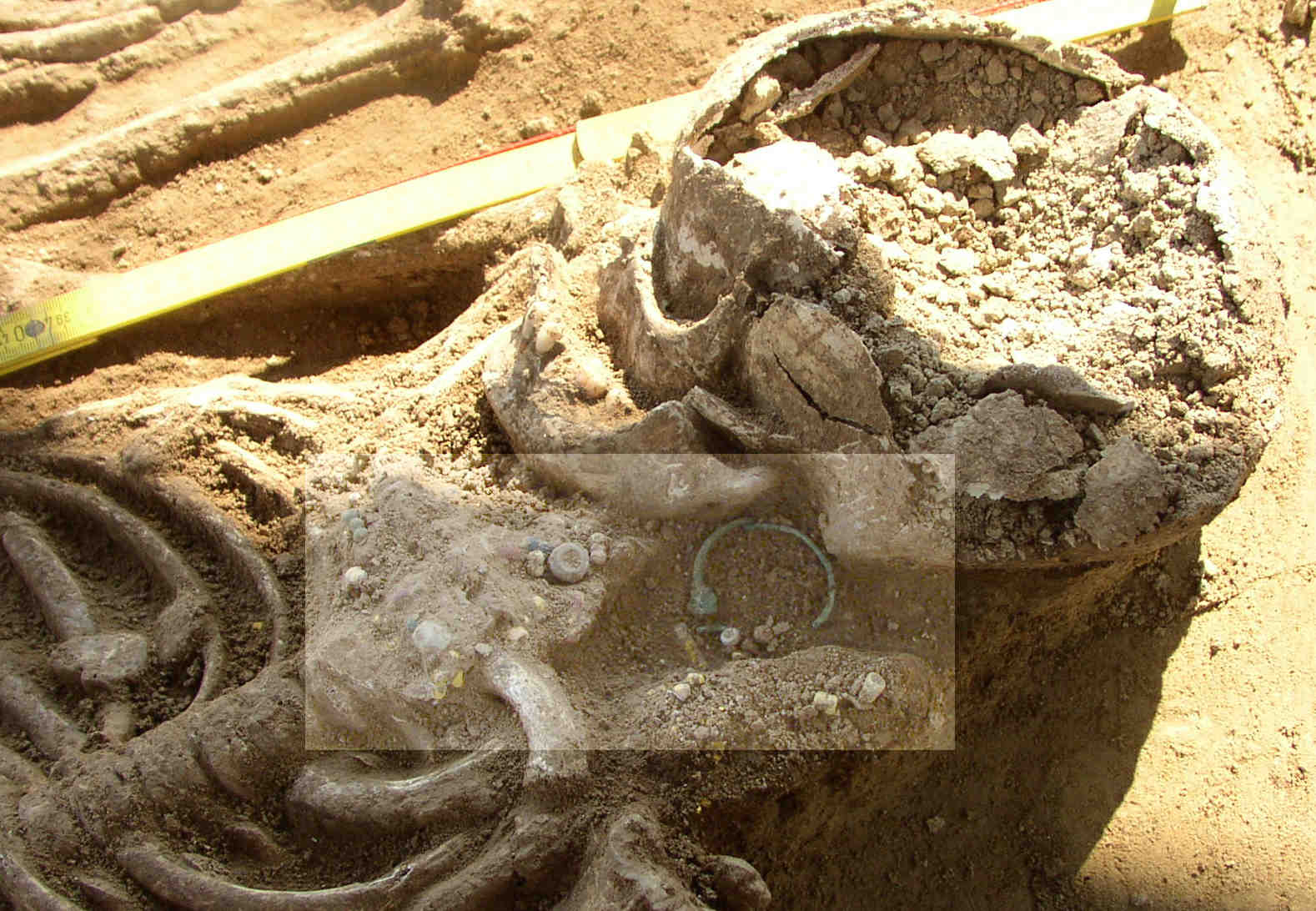
Grabbeigaben (Glasperlen und Ohrring) in einer frühmittelalterlichen Körperbestattung

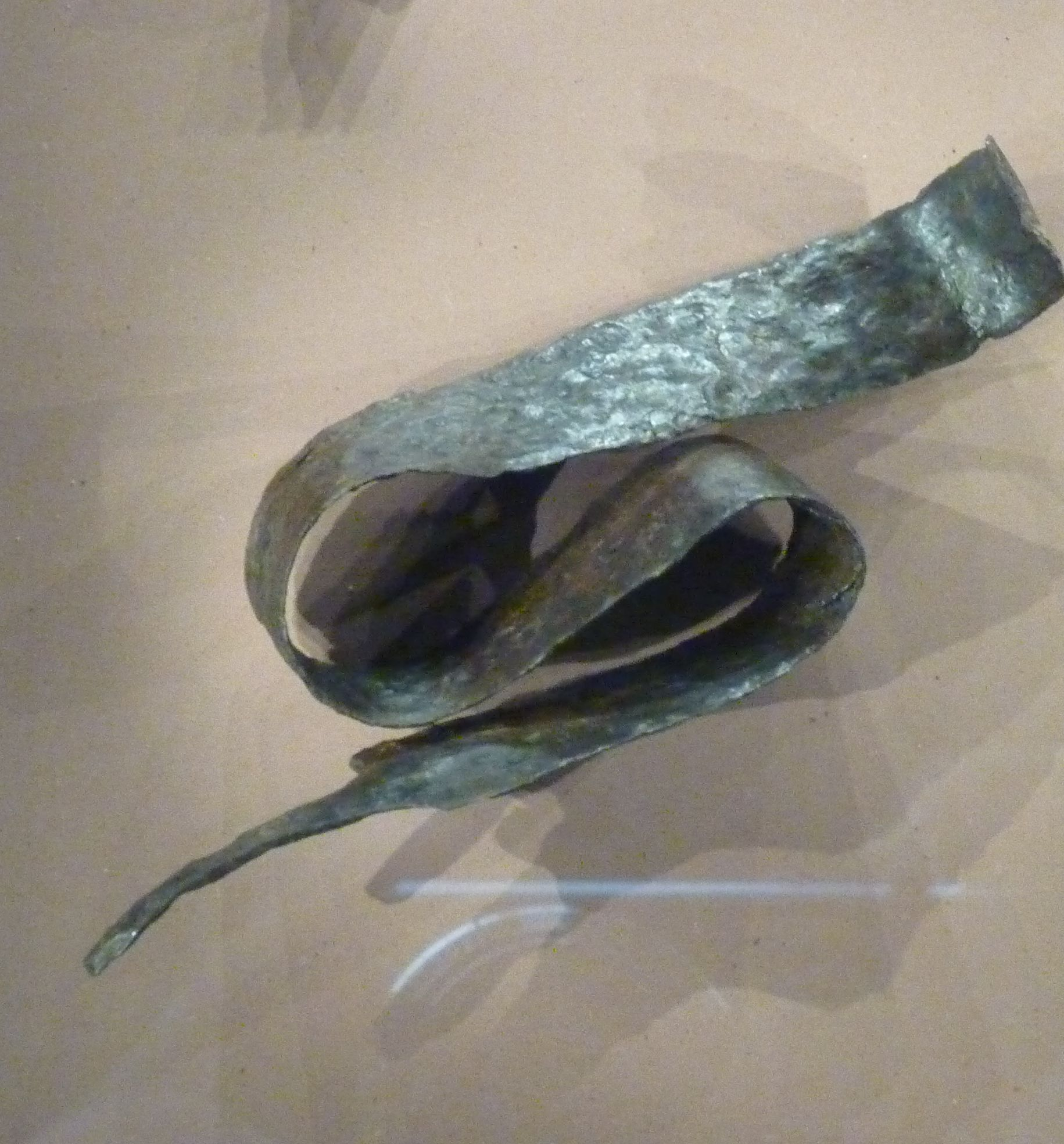
Keltisches Schwert, durch Verbiegen unbrauchbar gemacht

Grabbeigaben oder Paraphernalien sind Objekte, die einem Toten absichtlich mit ins Grab gelegt werden. Dies kommt vor allem in Kulturen vor, die eine ausgeprägte Vorstellung vom Jenseits haben. Nicht alle Menschen einer Gesellschaft haben Grabbeigaben erhalten, sondern meist reiche oder höhergestellte Menschen. 
Für die Archäologie sind Grabbeigaben sehr wichtig, weil sie viele verschiedene Hinweise darauf erhält, wann ein Grab angelegt wurde. Man kann die Funde auch besser kulturell einordnen und auf diese Weise viel über die Sach- und Denkkultur der betreffenden Gesellschaft lernen. Aber auch Grabräuber interessieren sich für Grabbeigaben, um sie zu sammeln oder zu verkaufen. Weil bei der Raubgrabung die Gegenstände einfach von der Fundstelle entfernt werden, ohne den Fundzusammenhang zu dokumentieren, fügen Grabräuber der historischen Forschung großen Schaden zu.

## Beigabenarten
Zu unterscheiden ist zwischen „echten“ und „unechten“ Beigaben. „Unechte Beigaben“, auch „Mitgaben“ genannt, sind Kleidungsbestandteile, Schmuck, Waffen oder Gebrauchsgegenstände des Verstorbenen, die er zu seinen Lebzeiten benutzte. Dagegen sind „echte Beigaben“ speziell für die Bestattung gefertigte oder benutzte Gegenstände wie Totenschmuck oder spezielle Grabkeramik.
Manchmal wurden Tote nicht nur mit ihrem persönlichen Hab und Gut, sondern auch mit solchen Beigaben bestattet, die als notwendig für die Reise ins Jenseits galten. Darunter waren ab dem 4. Jahrhundert n. Chr. auch echte bemalte oder künstliche Eier als Grabbeigabe.
Kulturgeschichtlich von Beigaben zu unterscheiden sind z. B. Reste von Opfern, die anlässlich der Bestattung vollzogen wurden und ins Grab gerieten, oder die Bestattung von Angehörigen oder Gefolgsleuten im Sinne einer Totenfolge. Auch zufällig in die Grabverfüllung geratene Gegenstände sind keine intentionellen Beigaben.

## Beispiele für Beigaben in vor- und frühgeschichtlichen Kulturen Europas

### Alt und Mittelsteinzeit
Bereits in der jüngeren Altsteinzeit sind Gräber mit Beigaben ausgestattet worden, so das mehr als 13.000 Jahre alte Doppelgrab von Oberkassel bei Bonn oder jenes der so genannten Red Lady of Paviland. Gräber aus der Altsteinzeit und der Mittelsteinzeit sind insgesamt aber nur wenige bekannt.

### Jungsteinzeit
Jungsteinzeitliche Gräber sind häufig mit Beigaben ausgestattet. In der bandkeramischen Kultur gehören außer Tongefäßen auch Waffen, Geräte und Schmuck zu den nachgewiesenen Beigaben. Sowohl im Bestattungsbrauch wie bei den Beigabenausstattungen sind in jungsteinzeitlichen Kulturen Ansätze einer Normierung erkennbar, so enthielten reiche Männerbestattungen der Glockenbecherkultur regelhaft außer dem Glockenbecher aus Keramik einen Kupferdolch, eine oder mehrere Armschutzplatten und Pfeilspitzen. Einer der bedeutendsten Grabfunde überhaupt stammt aus dem Gräberfeld von Warna (Bulgarien) und wird um 4500 v. Chr. datiert.

### Bronzezeit
Seit der ausgehenden Jungsteinzeit und der frühen mitteleuropäischen Bronzezeit gehörten zu den Beigaben auch Objekte aus Metall. Bei der Bestattung wurde das mühselig gewonnene Metall der Gemeinschaft der Lebenden entzogen. Die so genannte Urnenfelderkultur ist nach ihren charakteristischen Gräberfeldern benannt, in denen ein Keramikgefäß als Behälter für den Leichenbrand diente.

### Eisenzeit
In der früheisenzeitlichen Hallstattkultur ist ein ausgeprägtes Beigabenbrauchtum nachzuweisen. Gerade aus der jüngeren Hallstattkultur sind sogenannte „Fürstengräber“ bekannt – große Grabhügel wichtiger Persönlichkeiten, die mit hochwertigen Prestigegütern ausgestattet wurden. Dazu gehören neue und teilweise nicht gebrauchsfertige Gegenstände (z. B. Goldobjekte), die extra für die Bestattung angefertigt wurden, aber auch Wagen, Dolche und hochwertige Importgegenstände aus dem Mittelmeerraum: Bronzegefäße, griechische Keramik, ja sogar Stoffe. Bekannte Fundplätze sind etwa das Fürstengrab von Hochdorf, das Fürstinnengrab von Vix (Frankreich) und Gräber aus der Nähe der Heuneburg an der Donau. In der späteisenzeitlichen Latènekultur lässt der die Sitte der reichen Grabausstattungen regional nach, sehr gut ausgestattet sind etwa noch Bestattungen der Hunsrück-Eifel-Kultur.

## Griechische und Römische Antike
Die Sitte, Beigaben in die Gräber zu legen, wird in der griechischen und römischen Antike sowohl durch archäologische Funde wie durch Schriftquellen fassbar. Im süd- und ostasiatischen Kulturraum dominierte bereits in der Antike die Leichenverbrennung, so dass von hier keine Grabbeigaben bekannt sind.

### Der griechische Kulturkreis
Bereits Homer beschreibt, dass zur Bestattung auch Beigaben (z. B. Waffen) mit dem Toten verbrannt werden (Odyssee XI, 74; XII, 13). In griechischen Jenseitsvorstellungen wurzelt auch der Glaube, der Fährmann Charon verlange eine Münze, um den Toten über den Unterweltfluss Styx ins Schattenreich zu bringen. Möglicherweise gehen Münzbeigaben auf den Augen, im Mund oder in der Hand auf diese Vorstellung zurück.
Bei Vergina wurden 1977–1978 sehr reiche Gräber entdeckt, von denen das größere vom Ausgräber versuchsweise Philipp II., dem Vater von Alexander dem Großen zugeschrieben wird. Das Grab enthielt unter anderem einen goldverzierten eisernen Körperpanzer, einen Helm, ein Schwert, vergoldete Beinschienen, einen goldenen Köcherbeschlag, ein vergoldetes Silberdiadem und einen Goldkasten mit der Leichenasche.

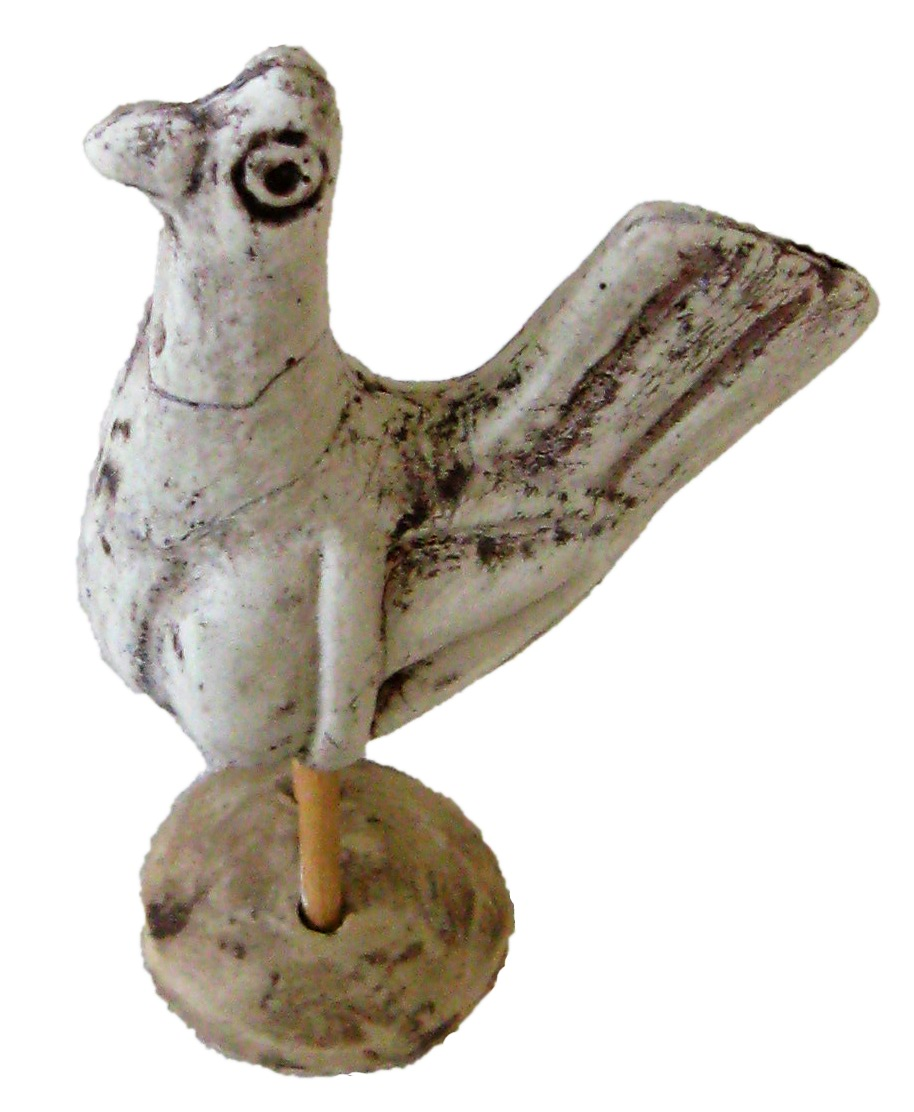
Römischer Spielzeugvogel als Grabbeigabe in Contiomagus

### Rom und die römischen Provinzen
Die Bestattungen in Rom und den römischen Provinzen sind je nach Zeit bzw. Region sehr unterschiedlich mit Beigaben ausgestattet. Aus der Stadt Rom selbst sind nur relativ wenige Gräber mit reichen Beigaben bekannt. In den Katakomben ist – falls überhaupt – häufig nur ein Schmuckstück, eine Lampe, ein kleines Salbfläschchen oder eine Münze beigegeben. Reichtum in Gräbern Roms wurde anders sichtbar gemacht, wichtig ist hier ein aufwändiger Sarkophag und Grabbau. Britannien gehört zu den Provinzen, in denen in der Spätantike die Beigabenhäufigkeit stark nachlässt. So finden sich in einem spätantiken Gräberfeld von Colchester hunderte beigabenlose Bestattungen. 
In den Provinzen Germania superior und Inferior und der angrenzenden Belgica sind deutliche regionale Unterschiede feststellbar. So halten sich auf ländlichen Bestattungsplätzen am Niederrhein traditionelle „germanische“ Beigabensitten (etwa in einem Gräberfeld bei Tönisvorst mit Keramik oder Scherenbeigaben in einheimischer Tradition) bis in die Kaiserzeit. In Köln und dem Kölner Umland bilden sich regionale Beigabensitten wie die Mitgabe von meist drei kleinen Einhenkelkännchen heraus. Im generell „beigabenreichen“ römischen Rheinland und in den westlich angrenzenden Gebieten bleibt die Mitgabe von Geschirr für Speise und Trank bis in die Spätantike üblich. Im Vergleich dazu geht z. B. in den Provinzen an der Donau die Beigabe von Geschirr in der Spätantike zurück.

## Frühmittelalter

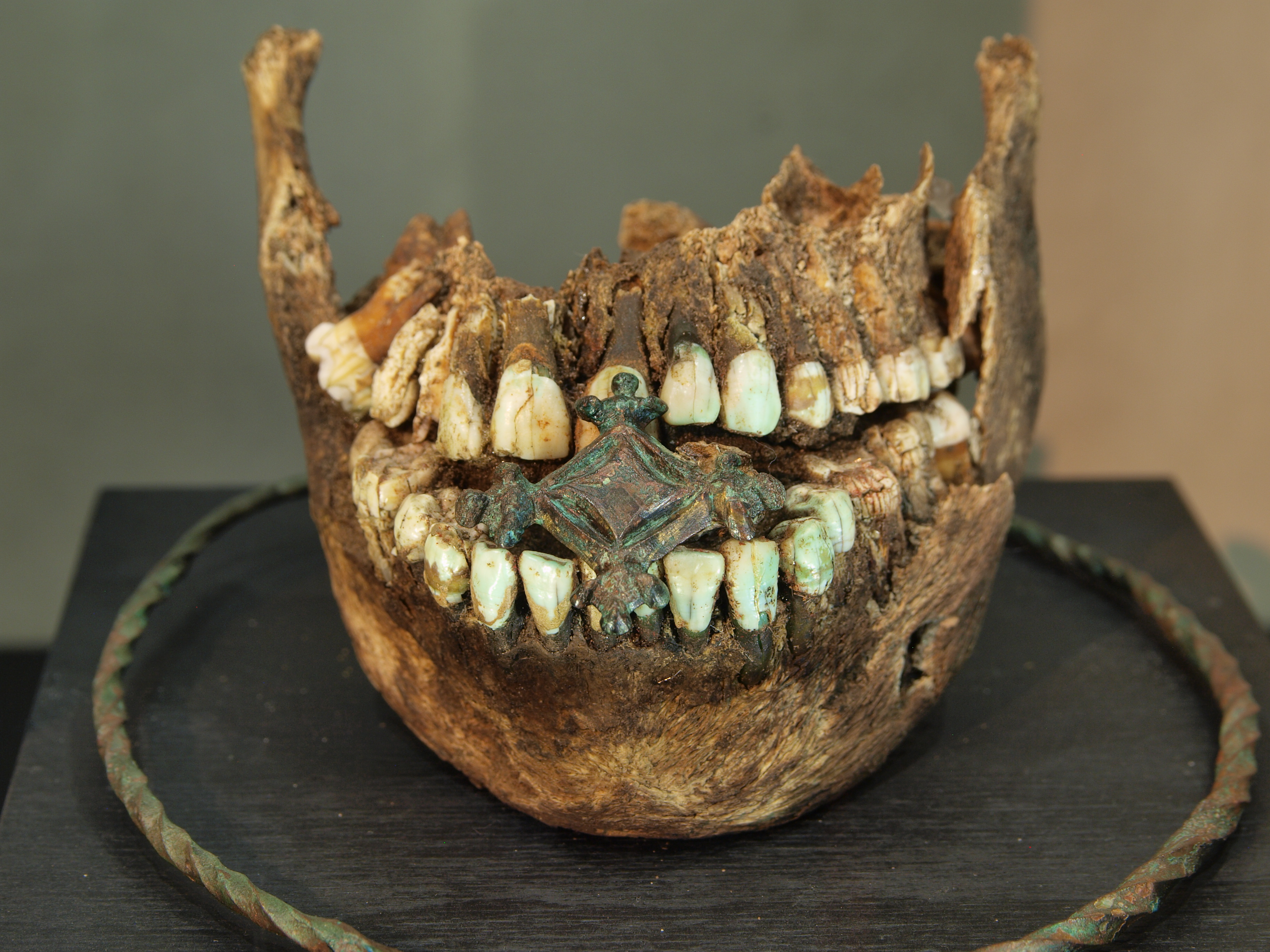
Frühchristliche Frauenbestattung mit Kreuzfibel (altsächsisch, um 800–850)

Im europäischen Frühmittelalter wurden den Verstorbenen wichtige Teile der Habe mit in das Grab gegeben. Bei den Frauen gehört dazu die Kleidung, von der sich meist nur Metallbestandteile wie Gewandnadeln (Fibeln), Schnallen, Schuhschnallen oder Wadenbinden erhalten haben. Außerdem Schmuck, also etwa Ohrringe, Perlenketten oder Ringe; außerdem Kästchen oder Spinnwirtel. Zur Ausstattung der Männer gehören oft Waffen wie Spatha, Sax, Axt, Schild oder Pfeil und Bogen; von der Kleidung sind oft die Gürtelschnallen erhalten. Zu den Beigaben, die Frauen und Männern gemeinsam sind, gehören Utensilien für die Körperhygiene wie Kämme, Waschschüsseln aus Bronze sowie Keramik- und Glasgefäße für Speise und Trank.
In alamannischen Gräberfeldern von Oberflacht und Lauchheim sind durch günstige Überlieferungsbedingungen auch Holzobjekte erhalten geblieben, dazu gehören neben den Särgen etwa Kerzenleuchter, Gefäße (Schalen, Flaschen, Eimer), eine Leier, Truhen und Betten.

## Mittelalter und Neuzeit
Im Zuge der Christianisierung wurden Grabbeigaben unüblich; in Klerikergräbern wurden jedoch Würdezeichen und (miniaturisierte) Gegenstände für das Abhalten einer Messe gefunden. Grabbeigaben aus Bischofsgräbern sind in der Regel Ringe, Bischofsstäbe, Kelche und Patenen. Die gesamte islamisch geprägte Welt ordnet Grabbeigaben der heidnischen Welt zu und lehnt sie ab.

## Außereuropäische Kulturen (Beispiele)

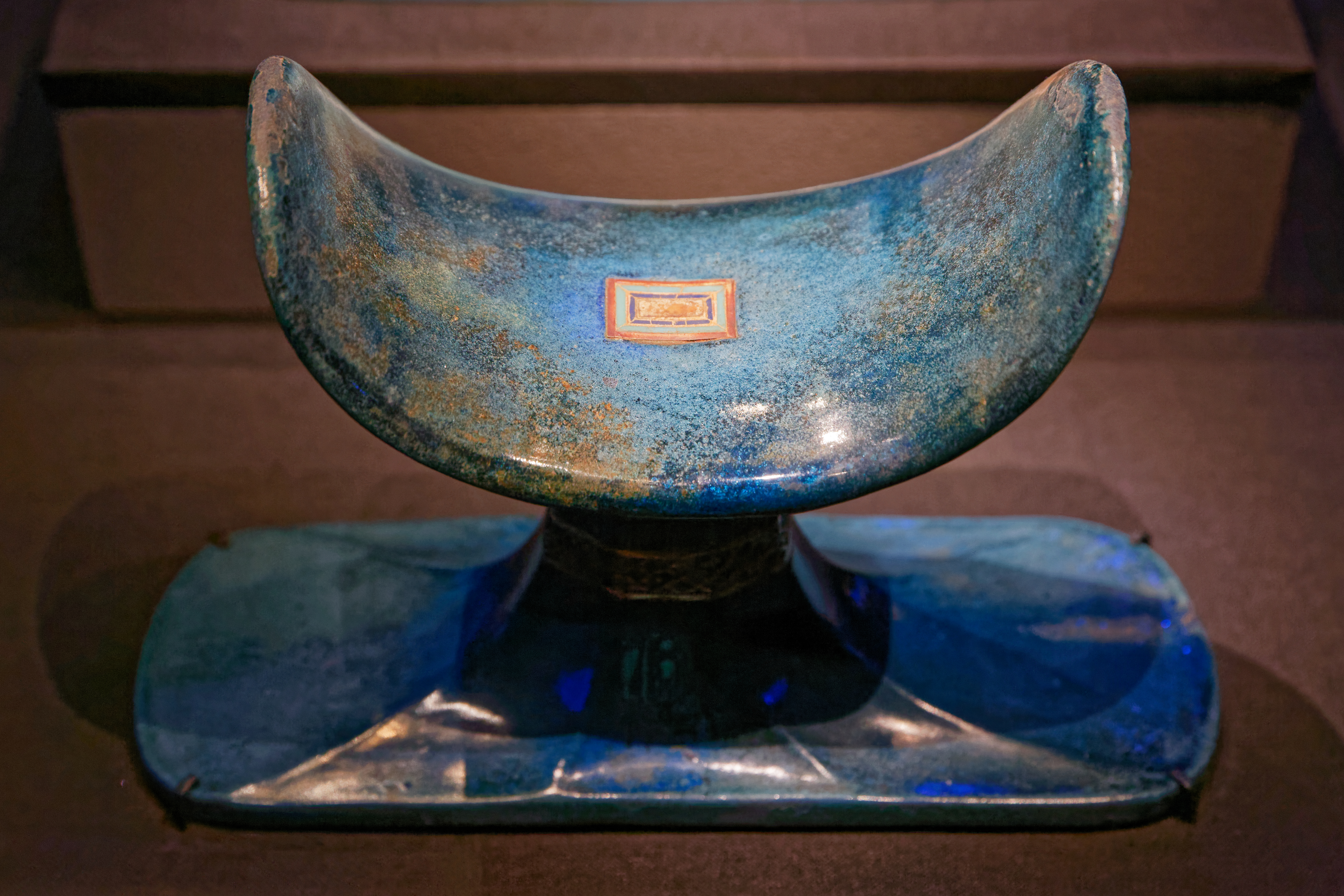
Kopfstütze Tutanchamuns (um 1327 v. Chr.)

### Ägypten

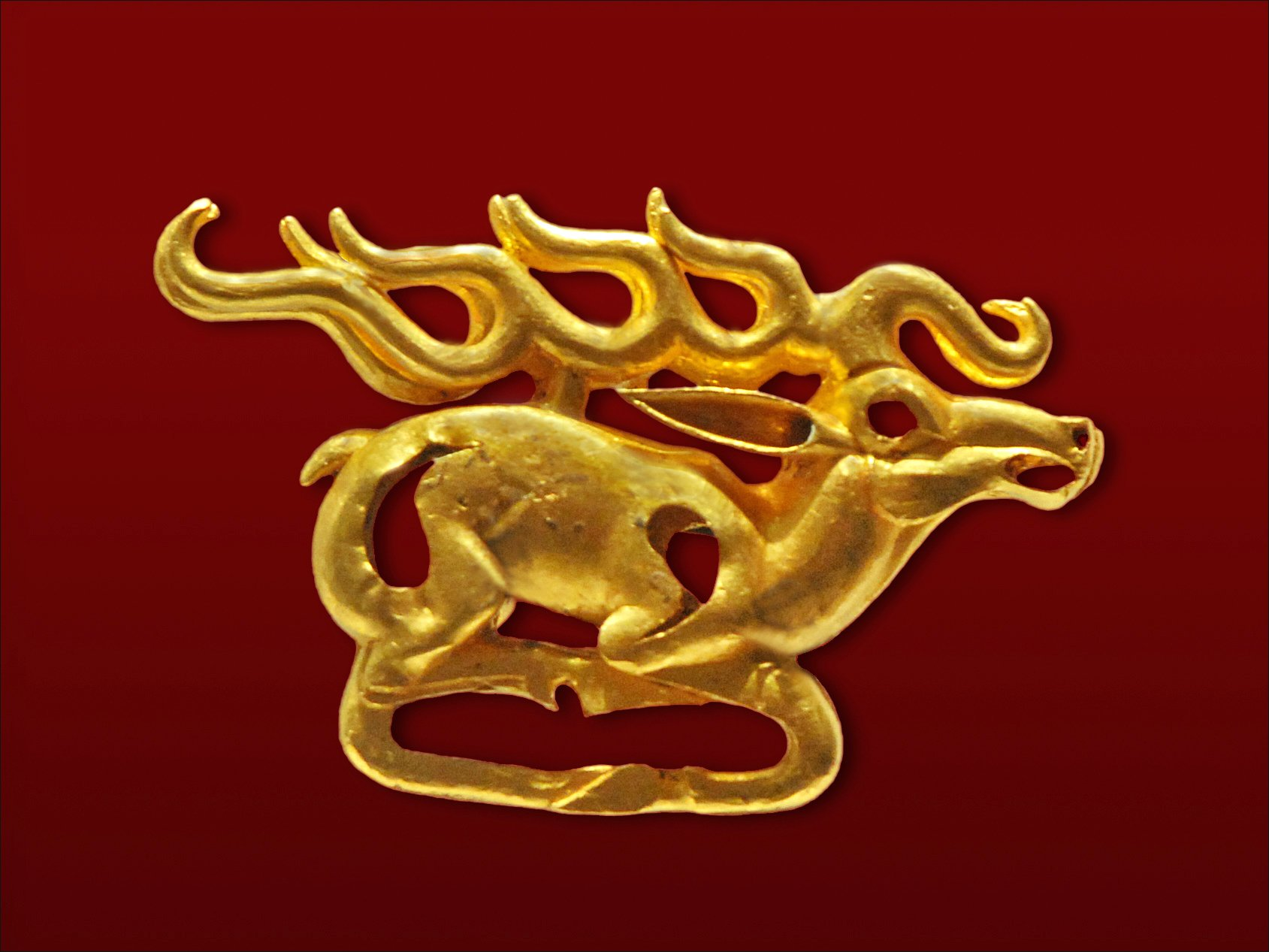
Skythischer rennender Hirsch, Kasachstan (8./7. Jh. v. Chr.)

Bereits die prädynastischen jungsteinzeitlichen Kulturen Ägyptens kannten ein ausgeprägtes Beigabenbrauchtum. Der Beigabenreichtum der Pharaonen lässt sich am 1920 entdeckten Grab des jung verstorbenen und politisch weniger wichtigen Tut-anch-Amun ablesen, das im Ägyptischen Museum Kairo aufbewahrt wird. Alle anderen bis dahin bekannten Pharaonengräber waren bereits lange vor der modernen Zeit geplündert worden.

### Skythen
Berühmt für reiche Grabbeigaben ist das Volk der Skythen, in deren Kurganen zahlreiche – wahrscheinlich von griechischen Goldschmieden hergestellte – Goldobjekte gefunden wurden.

### China
Einige Regionen Chinas haben eine lange Tradition von Bestattungen mit Grabbeigaben (siehe mingqi); in anderen sind solche Dinge unbekannt. Neolithische Grabbeigaben der Hongshan-Kultur in Nordost-China in Form von Schweine-Drachen und entsprechende Kultobjekte und Amulette aus Jade könnten eine Funktion bei einem schamanischen Drachenkult gespielt haben. Gleichwohl schlägt Michel Maucuer, Chefkonservator am Musée Cernuschi vor, im zhulong ein chthonisches Symbol zu sehen und sich anstelle einer Schweineschnauze eine zusammengerollte Insektenlarve vorzustellen, symbolisch für das Wiederaufleben (résurrection), im Zusammenhang mit seiner Rolle als Begräbnisopfer. Auch mit dieser Interpretation würden die drachenförmigen Zhulong-Artefakte als Frühform des späteren klassischen Ouroboros-Symbols für den Kreislauf des Lebens und die Wiedergeburt bestätigt.
Aus Berichten weiß man über die reiche Ausgestaltung des bislang noch ungeöffneten Grabes von Qin Shihuangdi, des ersten chinesischen Kaisers bei Xi’an. Auch das im Jahr 1971 entdeckte Grab der Dame Xin Zhui bei Changsha war reich mit Grabbeigaben versehen.

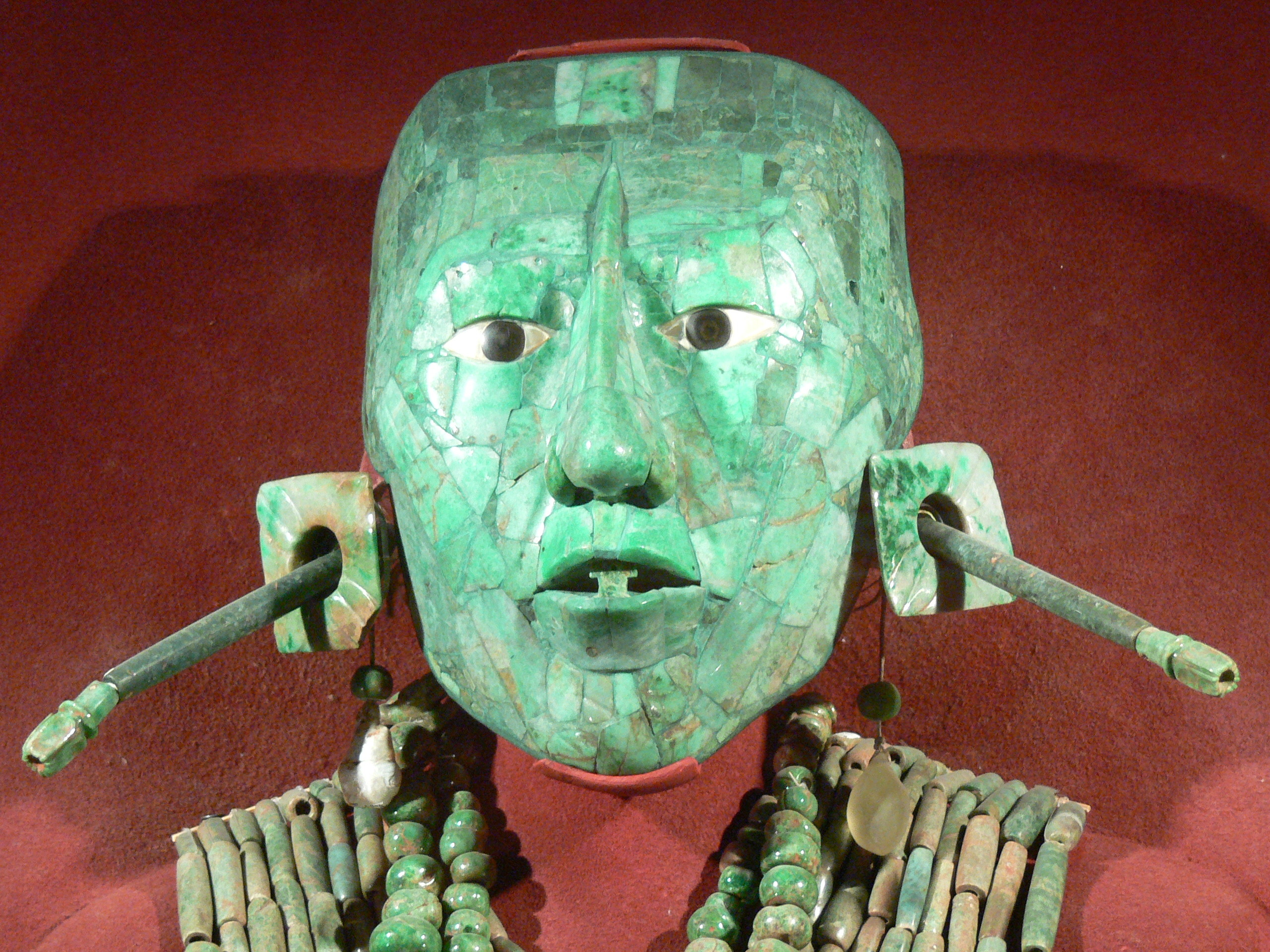
Totenmaske Pakals, Palenque, Mexiko (7. Jh. n. Chr.)

### Amerika
In den Fürstengräbern der Kulturen Mesoamerikas (Azteken, Maya etc.) wurden zahlreiche Grabbeigaben gefunden, unter denen die Totenmasken aus Jade und Türkisplättchen besonders hervorstechen. Hervorzuheben ist das zapotekische Grab Nr. 7 aus der Tempelstadt Monte Albán bei Oaxaca mit reichem Goldschmuck. Die Gräber in der Nekropole der vor der Westküste Yucatáns gelegenen Insel Jaina sind reich mit Tonfigürchen ausgestattet.
Berühmt sind die seit den späten 1970er Jahren entdeckten Gräber und Grabbeigaben der vorinkaischen Lambayeque- und Moche-Kultur im Nordwesten des heutigen Peru, vorrangig also des sogenannten „Herrn von Sipán“ (Señor de Sipán) und der „Herrin von Cao“ (Señora de Cao).
Im karibischen Raum werden sogenannte Zemi als Grabbeigaben genutzt.

## Grabraub
Obwohl in nahezu allen Kulturen Gräber als sakrosankt galten und weder beschädigt noch beraubt werden durften, wurden viele bereits in antiker Zeit ausgeraubt; in diesem Zusammenhang sind vor allem die Pharaonengräber in den frühen Pyramiden oder die komplexen Schachtgräber im Tal der Könige zu nennen, die – so eine Vermutung – von ehemaligen Bauarbeitern oder deren Familienangehörigen ausgeraubt wurden.
Auch in frühmittelalterlichen Gesetzen wurde der Grabraub durch Gesetze, z. B. in der Lex Salica untersagt. Der mittelalterliche Grabraub ist nicht zwangsläufig auf rein materielle Gesichtspunkte zu beschränken, denn im Frühmittelalter wurden Gräber so gezielt aufgesucht, dass wahrscheinlich die Angehörigen (die die Lage der Beigaben genau kannten), als „Täter“ in Frage kommen. Diese Angehörigen können Beigaben auch aus anderen Gründen aus der Erde geholt haben, z. B. um einen für die Gemeinschaft wichtigen Gegenstand wieder nutzbar zu machen oder im Falle eines Wegzuges Besitztümer der Ahnen zu bergen.
Im modernen Strafrecht kann die Störung der Totenruhe bestraft werden. In erster Linie geht es um den Schutz des Andenkens der Angehörigen, aber auch um das Pietätsempfinden der Allgemeinheit. Auch eine Totengedenkstätte kann betroffen sein.
Wenn ein Gegenstand heutzutage in einer Raubgrabung vom Fundort entfernt wurde, dann ist er für die wissenschaftliche Erforschung fast wertlos. Man kann dann nachträglich nicht mehr erschließen, wo sich der Gegenstand genau befunden hat, welche anderen Gegenstände in der Nähe lagen usw. Ungenehmigte Ausgrabungen und die Ausfuhr von Bodenfunden in andere Länder sind fast überall auf der Welt streng verboten.